# Авилес
Авилес (шп. Avilés) град је у Шпанији у аутономној заједници Кнежевина Астурија. Према процени из 2008. у граду је живело 83.517 становника.

## Становништво
Према процени, у граду је 2008. живело 83.517 становника.
| 1991.  | 2001.  |
| ------ | ------ |
| 85.351 | 83.185 |

## Партнерски градови
- Ел Ајун
- Сент Огастин